# Rogóż (powiat nidzicki)
Rogóż (niem. Roggenhausen) – wieś w Polsce położona w województwie warmińsko-mazurskim, w powiecie nidzickim, w gminie Kozłowo. W latach 1975–1998 miejscowość należała administracyjnie do województwa olsztyńskiego.
Obok miejscowości przepływa Szkotówka, niewielka rzeka dorzecza Wisły, dopływ Wkry.

## Historia
Wieś lokowano na prawie chełmińskim około 1360 roku, na 40 łanach. Na początku XIX wieku wieś liczyła 14 domów a mieszkało w niej 70 osób. Po regulacji w majątku ziemskim pozostało 7 domów. W roku 1871 mieszkało we wsi 110 osób (95 ewangelików i 15 katolików) i było 15 domów. W 1890 r. było 12 domów i 107 mieszkańców. W 1858 roku, wraz z osadą młyńską Ptak miejscowość obejmowała 2554 morgi ziemi. W 1939 r. we wsi było 67 mieszkańców. Władze hitlerowskie, w ramach akcji germanizacyjnej zmieniły nazwę urzędową wsi z Rogoz na Roggenhausen.
W 1974 r. była to wieś sołecka w powiecie nidzickim. Do sołectwa należały wsie: Rogóż i Rogóżek oraz Lipowo PGR i kolonia Ptak. Urząd pocztowy mieścił się w Szkotowie.